# Inaara Aga Khan
La bégum Inaara Aga Khan ou princesse Inaara Aga Khan (née Gabriele Renate Homey, dite Thyssen), née le 1er avril 1963 à Francfort-sur-le-Main, en Allemagne, est une philanthrope allemande et l'épouse, de 1998 à 2011, de l'Aga Khan IV.

## Biographie
Issue par son père et sa mère de deux familles d'entrepreneurs allemands et catholiques de la Ruhr, elle naît à Francfort de l'entrepreneur Helmut Friedhelm Homey et de la femme d'affaires Renate Kerkhoff, dite Renate Thyssen-Henne. Sa mère s'étant, après son divorce, remariée en 1969 avec le Dr Bodo Thyssen (descendant de la dynastie Thyssen, qui a fait fortune dans la production d’acier), la jeune Gabriele porte à l'initiative de sa mère le patronyme de son beau-père, Thyssen, jugé « plus porteur ». Gabriele a, par ailleurs, un frère cadet nommé Joachim Helmut Homey dit Thyssen (né le 2 juin 1964).
Elle est d'abord élève dans des institutions scolaires prestigieuses, l’école Schloss Salem sur le lac de Constance, puis l’école des Roches en Normandie. Elle entame ensuite des études supérieures de droit à l’université de Munich, période durant laquelle, passionnée de chant, elle enregistre plusieurs chansons avec des amis, et participe en 1986, à l’âge de 22 ans, aux sélections allemandes du concours de l’Eurovision 1986, avec Ein Lied für Bergen (de), mais son groupe termine douzième et dernier.
Elle poursuit ses études de droit à l'université de Cologne et obtient en 1990 un doctorat en droit international avec mention magna cum laude, après avoir soutenu sa thèse sur le droit commercial germano-américain (qui s’intitule « Comment protéger le secret commercial aux États-Unis au regard du code pénal de New York ? »).
Elle commence sa carrière professionnelle, tout en poursuivant ses études universitaires, en travaillant à la direction de la société de sa mère (qui est alors à la tête de Wienerwald GmbH, la plus grande chaîne de restauration d’Autriche) et intègre ensuite un cabinet allemand de droit commercial.

### Vie privée
En 1991, Gabriele Homey-Thyssen épouse le prince Charles Emile de Leiningen à Venise et devient la princesse Gabriele zu Leiningen. Elle interrompt sa carrière pour donner naissance à sa fille, la princesse Theresa zu Leiningen en avril 1992. Gabriele zu Leiningen devient ensuite consultante à l’UNESCO à Paris, sur les questions relatives à la défense de l’égalité et à l’amélioration de la condition de la femme.
Divorcée, elle se remarie en mai 1998 au domaine d'Aiglemont (dans le département de l'Oise) avec le prince Karim Aga Khan IV, surnommé  « l’Aga Khan », et 49e imam (chef spirituel) héréditaire de la communauté musulmane chiite ismaélienne nizârite, et devient alors la princesse Aga Khan ou Son Altesse la Bégum Aga Khan. Au moment de sa conversion à l’islam, elle choisit comme nouveau prénom musulman celui d'Inaara, qui est dérivé du mot arabe nur et qui signifie « lumière ». 
Leur fils, le prince Aly Muhammad Aga Khan, naît le 7 mars 2000. 
Le 8 octobre 2004, leur séparation est officiellement annoncée. Ils divorcent finalement en septembre 2011 et l'Aga Khan est condamné par la Cour d'appel de Paris à lui verser 12 millions d'euros (16,7 millions de dollars), mais une juridiction supérieure française porte ce montant à 60 millions d'euros. En mars 2014, après une longue bataille juridique, la Haute Cour de justice de Londres statue sur un accord définitif entre les deux parties évalué à 50 millions de livres sterling à l'avantage d'Inaara et à des conditions gardées secrètes.

### Œuvres de bienfaisance
Depuis 1999, la bégum, à travers la fondation allemande Hilfe zur Selbsthilfe (Fondation UP), finance des microcrédits et des projets de développement dans le tiers monde. La fondation finance des microcrédits à l’attention des familles et des parents isolés afin de promouvoir la confiance en soi et de mettre un terme au cercle vicieux de la pauvreté au sein des pays en développement, qui incluent notamment, le Cambodge, le Kazakhstan, la Mongolie, le Monténégro, le Pakistan, la Roumanie, la Thaïlande et le Vietnam.
En janvier 2002, la bégum devient la présidente d’honneur de la Focus Humanitarian Assistance (FOCUS), l’agence de réponse aux situations d’urgence, qui fait partie du réseau Aga Khan Development Network (AKDN) et qui offre des services de soutien et d’aide, au cours et après la survenance de catastrophes naturelles et de désastres provoqués par l’homme, principalement en Asie et Afrique. En sa qualité de présidente d’honneur, la bégum appuie de nombreux projets de rapatriement de réfugiés afghans vers leur pays d’origine ainsi que de reconstruction de la société civile en Afghanistan. Ces activités prennent fin après son divorce en septembre 2011.
La bégum continue cependant à apporter sa contribution à de nombreux projets de l’UNESCO, notamment dans le domaine de l’assistance aux femmes et enfants, comme le projet « Passeport pour l’Égalité de l’UNESCO », les causes impliquant des questions relatives aux enfants et aux femmes lui ayant toujours tenu à cœur. En conséquence, elle soutient de nombreuses causes en faveur de la protection des femmes et des enfants ; elle accepte ainsi, entre autres, de parrainer en 2003 le gala « Innocence en Danger » à Berlin, afin de venir en aide aux victimes de la pédophilie.
Avec sa mère Renate Thyssen-Henne et son beau-père Ernst-Theodor Henne, la princesse crée, au cours de la même année, l’organisation caritative allemande « Projects for People and Animals », afin de venir en aide aux enfants atteints d’une maladie mentale, handicapés et traumatisés, avec le concours d’animaux, et tout particulièrement celui des chiens, pour égayer leurs vies et surmonter leur peine et souffrance.
En sa qualité de présidente du comité, la bégum apporte sa contribution à la German AIDS Foundation, par le biais de programmes d’information et en soutenant chaque année un gala d'opéra à Berlin au profit de la lutte contre le sida.
Afin de répondre de façon plus efficace à ces programmes humanitaires, la bégum fonde en 2004 un organisme de tutelle, la « Fondation Princess Inaara », qui dispense une assistance philanthropique aux causes humanitaires et organisations caritatives qu'elle soutient depuis de longues années.